# The Shadows
The Shadows var en brittisk mestadels instrumental rockgrupp bildad 1958 i London. Gruppen kallade sig ursprungligen för The Drifters, men bytte snart namn till The Shadows på grund av en namntvist med den amerikanska vokalgruppen The Drifters. Gruppmedlemmarna var ursprungligen Hank Marvin och Bruce Welch på gitarr, Jet Harris på basgitarr och Tony Meehan på trummor.
Samtidigt som The Shadows fungerade som Cliff Richards kompband fram till 1968 spelade man in egen musik. De fick sin första hit i England med "Apache" som nådde Englandslistans översta placering i juli 1960. Andra hits från perioden var "Man of Mystery" från 1960, "F.B.I.", "The Frightened City", "Kon-Tiki" och albumet The Shadows från 1961, "Wonderful Land", "Dance On!" och albumet Out Of The Shadows från 1962, "Foot Tapper" och "Atlantis" från 1963 samt "The Rise And Fall Of Flingle Bunt" från 1964. De flesta av gruppens hits var instrumentala. I samband med grupper som The Beatles och The Rolling Stones genombrott minskade The Shadows popularitet något, men de hade mindre hits som exempelvis "Mary Anne" och "Don't Make My Baby Blue" från 1965, "A Place In The Sun" från 1966, "Maroc 7" från 1967, "Let Me Be The One", som var Storbritanniens bidrag till (Eurovision Song Contest 1975) samt den på Englandslistan femteplacerade "Don't Cry For Me Argentina" från 1978. Totalt har gruppen haft hela 31 singlar på den engelska topplistan.
The Shadows jämfördes tidigt ofta med amerikanska The Ventures. Originaluppsättningen av gruppen bröts upp år 1962 när Harris och Meehan lämnade gruppen. Brian Locking på basgitarr och Brian Bennett på trummor ersatte dem. Locking var endast med under ett år, och ersattes 1963 av John Rostill. Efter John Rostills död 1973 har basistplatsen alternerat mellan Alan Tarney, Alan Jones och nu Mark Griffith. Våren 2005 turnerade gruppen bland annat i Sverige.
I början av 1980-talet tillträdde Cliff Hall på keyboard. Under senare år när Hank Marvin uppträtt solo har hans son Ben och Brian Bennetts son, Warren Bennett, som keyboardist, framträtt tillsammans. Under senare delen av 1970-talet uppträdde Hank Marvin och Bruce Welch tillsammans med John Farrar under gruppnamnet Marvin, Welch & Farrar.

## Bandmedlemmar
Senaste medlemmar
- Hank Marvin – gitarr (1958–1968, 1973–1990, 2004–2005), 2008–2010)
- Bruce Welch – kompgitarr (1958–1968, 1973–1990, 2004–2005), 2008–2010)
- Brian Bennett – trummor (1961–1968, 1977–1990), 2004–2005), 2008–2010)
- Warren Bennett – keyboard (2004–2005, 2008–2010)
- Mark Griffiths – basgitarr (1989–1990, 2004–2005), 2008–2010)

Tidigare medlemmar
- Tony Meehan – trummor (1958–1961)
- Jet Harris – basgitarr (1958–1962)
- Brian Locking – basgitarr (1962–1963)
- John Rostill – basgitarr (1963–1968)
- John Fiddy – keyboard (1973–1974)
- John Farrar – gitarr, basgitarr (1973–1975)
- Dave Richmond – basgitarr (1973–1975)
- Alan Tarney – basgitarr (1973–1977)
- Mo Foster – basgitarr (1974)
- Francis Monkman – keyboard (1977)
- Alan Jones – basgitarr (1977–1989)
- George Ford – basgitarr (1978–1980)
- Cliff Hall – keyboard (1979–1990)

## Påverkan påThe Beatles
År 1961 spelade The Beatles in ett tiotal låtar i Hamburg - bland annat den instrumentala Cry For a Shadow (komponerad av John Lennon och George Harrison). Låten kan ses som en pastisch på The Shadows stil, vilket också antyds av titeln.